# Проценко Іван Сергійович
Проценко Іван Сергійович (*07.01.1912, с. Березівка - †15.10.1995, Долинська) - краєзнавець, учасник французького руху опору, ветеран ІІ Світової війни, завуч, вчитель української мови, нагороджений орденом Червоного прапора, лауреат обласної краєзнавчої премії ім. Ястребова.

## Життєпис
В 1925 р. закінчив Березівську чотирирічну школу. Під час відвідин парку "Веселі Боковеньки" зустрічався з М.Л. Давидовим, про що залишив короткі спогади. В 1938 р. закінчив Олександрійську педагогічну школу. В 1935 році Іван Сергійович, вчитель початкової школи, був призваний  на військову службу, яка тривала до 1937 року. Повернувся до педагогічної діяльності після закінчення Запорізького вчительського інституту в 1940 р., став інспектором шкіл Долинського районного відділу освіти. 
10 липня 1941 року Проценко знову одягає військову форму, його призначено командиром мінометного взводу 2-го запасного стрілецького полку. Брав участь у боях за Дніпропетровськ, Харків, воював на Донеччині. У квітні 1942 року нагороджений орденом Червоного Прапора, йому присвоїли звання молодшого лейтенанта. Після тяжкої контузії Проценко потрапляє у полон. Восени 1942 року його перевозять на північ окупованої Франції, в департамент Па-де-Кале, на роботу в шахти компанії „Нор”. За допомогою французьких шахтарів-підпільників (франтирерів) Івану Сергійовичу вдалося налагодити зв'язок зі „Спілкою російських патріотів”. Було організовано ланцюг „Стріла”, об'єднаний 15-ма трійками підпільників. Через поляка-антифашиста Юзефа Тлочека надходили повідомлення радянського Інформбюро у вигляді листівок, їх розповсюджували у шахті. Проценко у своїх спогадах вказував на те, що агітаційна робота мала позитивний результат: були випадки, коли навіть солдати-власівці, задіяні в охороні шахт, зі зброєю в руках переходили до партизанів. У 1943-1944 роках вдалося організувати втечу в’язнів з підземелля. Після закінчення війни, у серпні 1945 року Івана Сергійовича репатрійовано на Батьківщину, демобілізувався він через три місяці після повернення. У повоєнний час Проценко займався педагогічною діяльністю, був відзначений Грамотою Міністерства освіти УРСР, значком „Відмінник народної освіти”. Згодом підтвердження антифашистської діяльності Проценка під час полону у Франції та Німеччині надійшли від колишніх військовополонених – учасників руху Опору, жителів Воронезької, Курської, Калінінської областей.
Працював вчителем української мови, завучем, директором загальноосвітніх шкіл Долинської. Розробляв проблематику таких краєзнавчих тем - історія будівництва і розвитку ст. Долинської, сіл Антонівки та Березівки, діяльність письменника А. Тесленка, творчість свого дядька художника та реставратора С.А. Проценка, становлення закладів освіти району, підпільно-диверсійний рух в роки ІІ Світової війни. Матеріали публікувалися в журналі "Українська мова та література в школі", обласних і районних газетах, окремих виданнях. Частина матеріалів І.С. Проценка знаходиться у фондах ДАКрО, ДАПО, музеїв.
В 1990-х р.р. на громадських засадах був директором районного краєзнавчого музею. Лауреат обласної краєзнавчої премії ім. Ястребова 1995 р. Його іменем названа районна краєзнавча премія заснована в 1997 р.